# Флаг Папуа — Новой Гвинеи
Государственный флаг Независимого государства Папуа — Новая Гвинея (англ. Flag of Papua New Guinea, ток-писин Plak bilong Papua Niugini) — один из государственных символов страны, представляющий собой прямоугольное полотнище, разделённое наискось на два поля — чёрное и красное (цвета, традиционные для искусства папуасов). На чёрном поле изображено созвездие Южный Крест — легко узнаваемый астеризм, означающий, что страна находится в Южном полушарии, на красном — летящая райская птица, встречающаяся почти только в Новой Гвинее. Соотношение сторон флага — 3:4.
Флаг был создан пятнадцатилетней школьницей Сьюзен Харехо Карике. Был принят 1 июля 1971 года после победы в общенациональном конкурсе на новый флаг.

## Исторические флаги Папуа — Новой Гвинеи

Флаги территории Новая Гвинея до объединения
Флаг Германской Новогвинейской компании 1885 — 1899
Флаг Германской империи как флаг Германской Новой Гвинеи 1899 — 29 сентября 1914
Флаг Великобритании как флаг Северо-Восточной Новой Гвинеи 29 сентября 1914 — 9 мая 1921
Флаг Территории Новая Гвинея 9 мая 1921 — 1949

Флаги территории Папуа
Флаг Британской Новой Гвинеи 6 ноября 1884 — 1888
Флаг Британской Новой Гвинеи 1888 — 1 сентября 1906
Флаг Папуа 1 сентября 1906 — 1949
Флаг британского губернатора Папуа

Флаги территорий Папуа и Новой Гвинеи после объединения
Флаг Австралии как флаг Территории Папуа и Новой Гвинеи 1949 — 1 июля 1971
Неофициальный флаг Территории Папуа и Новой Гвинеи 1965 — 1970
Флаг Территории Папуа и Новой Гвинеи 1970 — 1 июля 1971
Таможенный флаг 1949 — 1952